# Великораевский сельсовет
Великораевский сельсовет (бел. Вялікараёўскі сельсавет) — упразднённая административно-территориальная единица на территории Копыльского района Минской области Беларуси.

## История
28 июня 2013 года сельсовет упразднён. Населённые пункты включены в состав Тимковичского сельсовета.

## Состав
Великораевский сельсовет включал 15 населённых пунктов:
- Богоровщина — деревня.
- Богуши — деревня.
- Великие Прусы — деревня.
- Великая Раёвка — деревня.
- Конотопы — деревня.
- Коловка — посёлок.
- Колодезное — деревня.
- Куковичи — деревня.
- Куцевщина — деревня.
- Малые Прусы — деревня.
- Нарути — деревня.
- Раек — посёлок.
- Рудное — деревня.
- Савичи — деревня.
- Степуры — деревня.